# Strzepcz
Strzepcz (dodatkowa nazwa w j. kaszub. Strzépcz) – wieś kaszubska w Polsce, położona w województwie pomorskim, w powiecie wejherowskim, w gminie Linia.
Wieś leży na Pojezierzu Kaszubskim, na północnym skraju kompleksu Lasów Mirachowskich i nad jeziorem Strzepcz w zasięgu „Obszaru Chronionego Krajobrazu Dolina Łeby”.
Strzepcz jest siedzibą sołectwa Strzepcz, w którego skład wchodzą również Dargolewo, Głodnica i Zielony Dwór. W Strzepczu znajduje się parafia św. Marii Magdaleny należąca do dekanatu Sierakowice w diecezji pelplińskiej.
Hieronim Derdowski wspomniał o Strzepczu w swoim poemacie O Panu Czorlińścim co do Pucka po sece jachoł.
Wieś królewska w starostwie mirachowskim w województwie pomorskim w II połowie XVI wieku.
Do 1954 roku miejscowość była siedzibą gminy Strzepcz. W latach 1975–1998 miejscowość administracyjnie należała do województwa gdańskiego.
W miejscowości znajduje się jedna z 13 figur szlaku turystycznego „Poczuj kaszubskiego ducha” – wykonana przez Jana Redźkę na podstawie opracowania „Bogowie i duchy naszych przodków. Przyczynek do kaszubskiej mitologii” Aleksandra Labudy rzeźba przedstawiająca wąsatego kaszubskiego demona zwanego Grzenia, opiekuna sennych marzeń.
We wsi mieści się Ośrodek Szkolenia Poligonowego Wojsk Specjalnych.
We wsi istnieje Niepubliczny Zakład Opieki Zdrowotnej, znajdujący się przy ul. księdza Józefa Rotty.
W latach 2017 i 2021 we wsi odbyły się wyścigi kolarskie Cyklo.
We wsi odbywa się coroczny Ogólnopolski Festiwal Pieśni Religijnej "Pater Noster".

## Integralne części wsi
| SIMC    | Nazwa        | Rodzaj    |
| ------- | ------------ | --------- |
| 0165698 | Dargolewo    | część wsi |
| 0165706 | Głodnica     | część wsi |
| 0165712 | Zielony Dwór | część wsi |

## Populacja
| Rok  | Populacja | Uwagi                                                                                                   |
| ---- | --------- | --- |
| 1701 | 59        | |
| 1773 | 124       | |
| 1869 | 514       | |
| 1885 | 506       | W tym 491 katolików, 9 ewangelików i 6 osób wyznania mojżeszowego.                                      |
| 1921 | 623       | Według spisu ludności z dnia 30 września. 292 mężczyzn i 331 kobiet.                                    |
| 1928 | 689       | |
| 1960 | ok. 650   | |
| 1998 | 696       | 340 mężczyzn i 356 kobiet.                                                                              |
| 2002 | 801       | 388 mężczyzn i 413 kobiet.                                                                              |
| 2007 | 874       | Na dzień 31 grudnia. 420 mężczyzn i 454 kobiet.                                                         |
| 2009 | 887       | 426 mężczyzn i 461 kobiet.                                                                              |
| 2011 | 910       | Według Narodowego Spisu Powszechnego Ludności i Mieszkań. Na dzień 31 marca. 440 mężczyzn i 470 kobiet. |
| 2021 | 981       | Według Narodowego Spisu Powszechnego Ludności i Mieszkań. Na dzień 31 marca. 481 mężczyzn i 500 kobiet. |

## Historia
Pierwsza wzmianka wsi pochodzi z 11 czerwca 1314 roku, kiedy to wieś nazywała się Scherpzik. W tym samym roku powstała parafia. Nazwa wsi później zmieniła się na Schreptz. Nazwa Strzepcz pojawiła się po raz pierwszy w 1534 roku.
W latach 1325-1327 wieś widnieje w wykazie parafii, które uiściły świętopietrze. Przed 1342 rokiem wieś została nabyta przez krzyżaków od Helmharda, lennika Piotra z Nowego. Pod koniec XIV wieku Strzepcz został włączony do nowo powstałego dekanatu lęborskiego wraz z Luzinem i Szemudem.
Czarna śmierć dotarła do okolic wsi w latach 1349-1352. Jej następne pandemie zanotowano w 1360, 1383, 1394 i 1398 roku.
W XV wieku utworzono dekanat mirachowski z siedzibą w Strzepczu.
W 1466 roku, po zawarciu Traktatu Toruńskiego kończącego wojnę trzynastoletnią, Strzepcz stał się częścią Polski.
W 1583 roku wieś została odwiedzona przez ówczesnego biskupa włocławskiego, Hieronima Rozrażewskiego. Od 1594 r. odbywały się tutaj sejmiki powiatu mirachowskiego.
W XVII i XVIII wieku zaczęto wprowadzać spisy chrztów, bierzmowań, ślubów i zgonów. W 1665 roku wprowadzono Liber Copulatorum (księga ślubów), w 1670 - Liber Baptismatorum (księga ochrzczonych), a w 1764 roku założono Liber Mortuorum (księgę zmarłych).
W 1701 roku we wsi mieszkało 59 osób. Strzepcz był wówczas szóstą największą wsią w parafii strzepskiej pod względem populacji zaraz po Staniszewie (108 mieszkańców), Pobłociu (84 mieszkańców), Mirachowie (70 mieszkańców), Tempczu [sic] (67 mieszkańców) oraz Linii (62 mieszkańcy).
Od 1757 roku istniał szpital (przytułek) dla ubogich przy kościele, fundowany przez Przebendowskiego, jednak według innego źródła, szpital powstał już w 1646 roku. Budynek został rozebrany po II wojnie światowej.
W 1768 roku w Strzepczu przy kościele założono Bractwo Opatrzności, które za zadanie miało propagować wzorce religijne i zwiększać kościelną aktywność świeckich.
17 września 1772 roku Kaszuby i Pomorze Nadwiślańskie zostały przyłączone do Królestwa Prus, a więc Strzepcz również stał się częścią Prus. Podczas zaboru pruskiego wieś nosiła nazwę niemiecką Strepsch. W 1780 roku, według wizytacji biskupa Józefa Rybińskiego, parafię strzepską zamieszkiwało 2035 osób.
W 1778 roku ze strzepskiej filii w Sianowie utworzono lokalny wikariat.
W 1820 roku wybudowany został nowy kościół pod wezwaniem św. Marii Magdaleny. Został on zniszczony w czasie II wojny światowej.
W latach 50. XIX wieku na Kaszubach, w tym w Strzepczu, alkoholizm był bardzo dużym problemem. Z tego powodu, we wsi w 1855 albo 1856 roku ks. Wojciech Ziemann utworzył Bractwo Trzeźwości.
W 1885 roku wieś liczyła 506 mieszkańców (w tym 491 katolików, 9 ewangelików i 6 osób wyznania mojżeszowego) i jej obszar wynosił 1045 ha. Istniało wówczas 61 domów. Agentura pocztowa powstała we wsi w 1888 roku, a od 1889 roku działała tutaj stacja telegraficzna.
W 1922 roku wieś była siedzibą gminy i wójtostwa Strzepcz w powiecie wejherowskim w pobliżu przejścia granicznego w Tłuczewie.
W 1934 roku utworzono gminę zbiorową Strzepcz, w której w skład wchodziły dotychczasowe jednostkowe gminy wiejskie: Kętrzyno, Lewino, Linia, Miłoszewo, Niepoczołowice, Pobłocie, Strzepcz, Tłuczewo i Zakrzewo.
26 października 1939 roku, podczas okupacji niemieckiej, nazwa wsi została zmieniona na Strepsch. Nazwa Strepsch 25 czerwca 1942 została przez nazistowskich niemieckich propagandystów (w ramach szerokiej akcji odkaszubiania i odpolszczania nazw niemieckiego lebensraumu) zweryfikowana jako zbyt kaszubska i przemianowana na nowo wymyśloną i bardziej niemiecką – Streep.
W czasach okupacji niemieckiej miała tu miejsce akcja pacyfikacyjna gestapo mająca na celu zatrzymanie ludności udzielającej pomocy partyzantom Gryfa Pomorskiego. Na miejscowym cmentarzu znajdują się groby 80 zamordowanych więźniów niemieckiego obozu koncentracyjnego Stutthof.
10 marca 1945 roku na Ziemię Strzepską wkroczyli z Zachodu sowieci.
W 1948 roku, po wybudowaniu nowego kościoła, stary kościół został rozebrany.
16 marca 1948 roku w Strzepczu powstała pierwsza biblioteka gminna. Do 31 stycznia 1999 roku siedzibą biblioteki był lokal przy obecnej ulicy ks. Józefa Rotty. Biblioteka została przeniesiona do budynku Kaszubskiego Liceum Ogólnokształcącego, a w lipcu 2000 - do lokalu w Szkole Podstawowej i Gimnazjum. Biblioteka istnieje do dziś.
16 czerwca 2013 Strzepcz wraz z tutejszą parafią obchodził 700-lecie istnienia.
24 września 2024 roku odbyło się upamiętnienie Bolesława Formeli z okazji 80. rocznicy jego śmierci.
16 października 2024 roku na terenie Ośrodka Szkolenia Poligonowego Wojsk Specjalnych doszło do przedwczesnego wybuchu amunicji w trakcie szkolenia z użyciem moździerza, co doprowadziło do poszkodowania czterech żołnierzy Wojsk Specjalnych. Dwóch z żołnierzy trafiło do szpitala w Lęborku, a dwóch pozostałych - do szpitala w Wejherowie.

## Edukacja
We wsi aktualnie znajduje się szkoła podstawowa, której patronem jest Aleksander Labuda. Aktualna szkoła została wybudowana pod koniec XIX wieku. W 1687 roku, natomiast, istniała już szkoła parafialna, jednak wówczas nie było obowiązku szkolnego, a więc z nauczania korzystali tylko niektórzy. W 1887 roku w szkole na wsi uczyło się 65 uczniów, a w szkole na wybudowaniu - 69 uczniów. 26 listopada 1905 roku, w 50 lecie śmierci Adama Mickiewicza rozpoczął się strajk szkolny. W 1928 roku w szkole we wsi było dwóch nauczycieli i 73 uczniów. W szkole na wybudowaniu, natomiast, było dwóch nauczycieli i 76 uczniów.
1 września 1999 roku w Strzepczu otwarto filię Zespołu Szkół Rolniczych z Kłanina. Rok później w miejsce szkoły utworzono Liceum Techniczne, a dwa lata później Liceum Techniczne przekształcono w Kaszubskie Liceum Ogólnokształcące. Szkoła przestała istnieć wraz z końcem sierpnia 2012 roku, w związku z brakiem chętnych. Zamiast tego, od 3 września 2012 roku w tym samym miejscu funkcjonuje Ośrodek Rehabilitacyjno-Edukacyjno-Wychowawczy, przystosowany dla dzieci i młodzieży z niepełnosprawnością intelektualną.

## Transport
Przez wieś prowadzą drogi powiatowe 1336G na odcinku Zakrzewo - Linia - Strzepcz - Częstkowo - Gowino - Wejherowo oraz 1419G na odcinku Strzepcz - Mirachowo.

### Komunikacja autobusowa
Pierwsze połączenia autobusowe PKS pojawiły się w 1950 roku. Autobusy jeździły z Wejherowa do Lini przez Strzepcz i w przeciwnym kierunku.
Wieś ma aktualnie połączenia autobusowe zapewniane przez firmę PKS Gdynia. Istnieją linie zapewniają dojazd do Wejherowa, Lęborka, Sierakowic, a także do pobliskich wsi.
Dodatkowo, od 10 stycznia 2022 przez Strzepcz kursowały linie autobusowe 51 i 52 obsługiwane przez Gryf Kartuzy. Obie linie zostały zawieszone niedługo później, wraz ze wszystkimi pozostałymi liniami Gryf Kartuzy kursujące przez gminę Linia (z wyjątkiem linii 4) i nigdy nie zostały one przywrócone.

## Zobacz też

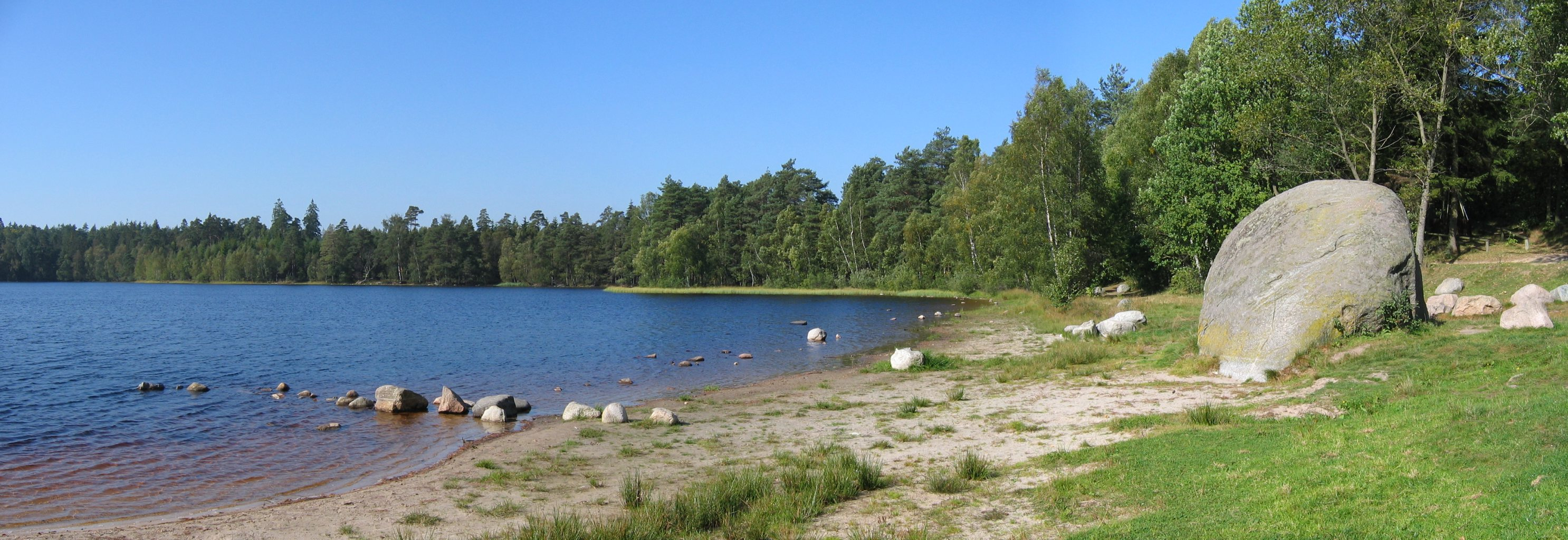
Diabelski Kamień w rezerwacie „Żurawie Błota”